# Genichi Taguchi
Genichi Taguchi (田口 玄一, Taguchi Genichi) (né le 1er janvier 1924 à Tōkamachi (préfecture de Niigata) - mort le 2 juin 2012 à Tokyo) est un ingénieur et un statisticien japonais. Depuis les années 1950, il développe une méthode en vue d'utiliser la statistique comme outil pour améliorer la qualité des produits manufacturés. Ses méthodes suggèrent la controverse[réf. nécessaire] de nombreux statisticiens occidentaux[réf. nécessaire].

## Biographie
Il obtient un doctorat en sciences à Kyūshū et est professeur honoraire à l'institut de technologie de Nankin en Chine.[réf. souhaitée]
En 1949, il travaille au Laboratoire de Communications Électriques de la compagnie japonaise des téléphones et télégraphe. Il travaille notamment sur l'amélioration de la productivité et sa majeure contribution consiste à combiner les techniques de l'ingénierie et des statistiques.[réf. souhaitée]
Genichi Taguchi est le concepteur de la méthode Taguchi.
La méthode des plans d’expériences est un outil qui s’inscrit dans une démarche de recherche de la qualité totale.
Les facteurs influents sont :
- concurrence et mondialisation ;
- recherche de la qualité dès la conception des produits en tenant compte des dispersions liées à la fabrication ;
- recherche de réglages stables et robustes.

Genichi Taguchi a su démocratiser et rendre les plans d'expériences utilisables pour des techniciens. Sa méthode est mise en œuvre en 1983, aux États-Unis, trois ans plus tard, au Canada et en Grande-Bretagne, puis en 1988, en France et en Espagne[réf. souhaitée] .